# Монгочеяха
Монгочеяха (устар. Монгоче-Яха, Сосновая) — река на севере Западно-Сибирской равнины, на Гыданском полуострове.
Длина реки — 339 км. Площадь водосборного бассейна — 2760 км². Берёт начало из небольшого безымянного озера на севере Гыданского полуострова на отметке более 22 м над уровнем моря. Течёт преимущественно на север по тундровой местности. На всём своём протяжении образует административную границу Красноярского края и Тюменской области России. Впадает в Олений пролив Карского моря напротив Оленьего острова, формируя заболоченную дельту. Перед устьем ширина реки достигает 900 м, а глубина — 1,8 м. Скорость течения в низовьях — 0,2 м/с.

## Основные притоки
Указаны поименованные притоки длиной 30 км и более .
| Название   | Расстояние от устья | Длина | Положение |
| ---------- | ------------------- | ----- | --------- |
| Лабахайяха | 40                  | 33    | левый     |
| Енмыяха    | 66                  | 52    | правый    |
| Итхавыяха  | 91                  | 35    | правый    |
| Санавалосё | 98                  | 39    | левый     |
| Пухучаяха  | 109                 | 130   | левый     |
| Енойтосё   | 213                 | 38    | правый    |